# Sistema de la Reserva Federal
El Sistema de Reserva Federal (Federal Reserve System, abreviat FED) és el sistema bancari central dels Estats Units d'Amèrica creat al 1913 amb seu a Washington DC. És un consorci publicoprivat compost per una Junta de Governadors, el Comitè Federal de Mercat Obert, dotze Bancs de Reserva Federal regionals i de bancs privats membres.
La Junta de Governadors del Sistema de Reserva Federal és una agència governamental independent, subjecta a la Llei de Llibertat d'Informació (Freedom of Information Act). Les seves decisions no han de ser aprovades pel President o per persones de la branca executiva o legislativa del govern. La Junta de Governadors no rep diner del Congrés i el seu mandat perdura en diversos governs i legislatures. Tan bon punt el president designa un membre de la junta, aquest es fa independent. Amb tot, pot ser destituït pel president segons que s'estableix a la secció 242, Títol 12, del Codi dels EUA.
El Sistema de Reserva Federal fou creat el 23 de desembre de 1913 per la Llei de Reserva Federal (Federal Reserve Act). Tots els bancs nacionals hagueren d'unir-se al sistema. Els bitllets de la Reserva Federal (Federal Reserve Notes) foren creats per tenir una oferta monetària flexible.

## Responsabilitats
- Conduir la política monetària influenciant les condicions monetàries i creditícies de l'economia per a assolir el nivell màxim d'ocupació, preus estables i taxes d'interès moderades a llarg termini.
- Supervisar i regular les institucions bancàries per a protegir el sistema bancari i financer del país i garantir els drets crediticis dels consumidors.
- Mantenir l'estabilitat i contenir els riscs que puguin sorgir en el sistema financer.
- Proveir de serveis financers a les institucions de dipòsit, al govern i a institucions oficials estrangeres (incloent l'operació del sistema de pagaments nacional).

## Organització
L'estructura del Sistema de Reserva Federal inclou:

- Junta de Governadors
- Comitè Federal de Mercat Obert
- Bancs de Reserva Federal
- Bancs membres

Els bancs membres posseeixen els bancs de reserva regionals. Cada Banc de Reserva Federal i cada banc membre del Sistema de Reserva Federal estan subjectes a supervisió regulativa de la Junta de Governadors.
La Junta de Governadors està formada per set membres, designats pel president i confirmats pel senat. Són seleccionats per un mandat de 14 anys sense la possibilitat de tornar a ser escollits i poden addicionar al seu mandat els anys restants del mandat d'un altre governador.
El Comitè Federal de Mercat Obert està conformat pels 7 governadors i 5 representants dels Bancs de Reserva Federal.

## Política monetària
Existeixen 3 eines per a dur a terme una política monetària.
- Operacions de mercat obert (mercat primari). Quan el FED compra instruments financers es posa més diner en circulació, fet que provoca que les taxes d'interès tendeixin a la baixa. Aquesta situació es produeix a la inversa (alça de les taxes) quan el FED ven.
- Regular la quantitat de reserves. Un banc membre dona en préstec la major part del diner que té en dipòsit. Si el FED augmenta la quantitat de diner que ha de restar en reserva als bancs, aquests poden deixar en préstec menys diner i augmenten les taxes d'interès.
- Taxes de descompte. Canviar la taxa d'interès amb què els bancs demanen diner (préstecs a curt termini) al Sistema de Reserva Federal.